# Очло
Очло — село в Хунзахском районе Дагестана. Административный центр сельского поселения Очлинский сельсовет.

## Географическое положение
Расположено на реке Очло, в 12 км к северо-западу от районного центра села — Хунзах.

## Население
| 1888 | 1895 | 1926 | 1939 | 1959 | 1970 | 1989 |
| ---- | ---- | ---- | ---- | ---- | ---- | ---- |
| 224  | ↘221 | ↘205 | ↗307 | ↘262 | ↗349 | ↗388 |
| 2002 | 2010 | 2021 |      |      |      |      |
| ↗507 | ↗571 | ↘416 |      |      |      |      |

По данным Всероссийской переписи населения 2010 года — моноэтничное аварское село.